# Campeonato Regional de Cantabria
El Campeonato Regional de Cantabria fue un torneo de fútbol que se disputó de manera intermitente entre 1922 y 1941, y en el que participaron equipos de la provincia de Santander, actual comunidad autónoma de Cantabria.

## Orígenes
El fútbol se practicaba en Cantabria desde 1902. Se disputaba el Campeonato Provincial desde 1905 en el ámbito de la Federación Regional Norte.
El 16 de agosto de 1922, tras una reunión de la Asamblea de Clubes de la Federación Regional Norte (en la que estaban incluidos seis clubes de Cantabria), se aprobó el cambio de nombre de dicha federación por el de Federación Vizcaína; a partir de ahí se empezó a fraguar la idea de crear una federación independiente.
El 22 de octubre de 1922 se reunieron los miembros del comité pro-federación cántabra y los delegados de los equipos Racing de Santander, Siempre Adelante, Unión Montañesa (Santander), Eclipse (Santander), Comercial y Gimnástica de Torrelavega para poner en marcha el primer Campeonato Regional (cuyo vencedor accedería a las eliminatorias de la Copa del Rey). Al día siguiente se votó la junta de la nueva Federación Cántabra de Fútbol. El 9 de noviembre se dio la lista de los clubes inscritos. En total participaron 670 jugadores y 28 equipos que se repartieron en cinco circunscripciones geográficas y las siguientes tres categorías: en la Serie A el Racing de Santander dada su categoría de club de la Serie A de la Federación Regional del Norte de la que los clubs montañeses se habían desentendido; en la Serie B, Gimnástica de Torrelavega, Siempre Adelante, Unión Montañesa, Eclipse y Comercial; y en la Serie C, Barreda Sport, Deportivo Torrelavega, Buelna Sport, Campuzano, Racing de Reinosa, Reinosa FC, Unión Santoñesa, Muriedas, Arenas Sport de Escobedo, Cudeyo de Solares, Cultural de Guarnizo, Las Presas Sport, New Club Nueva Montaña, Unión Club de Astillero, New Racing Club, Cantabria Foot-ball Club, Dep. Cántabro, Imperial, Montaña Sport, Radium, Albericia Sport y Unión Marítima. El campeón de la serie B ascendería de manera directa, mientras que el subcampeón de enfrentaría al primer clasificado de la serie C por una plaza en la serie A. Gimnástica y Unión Montañesa de Santander consiguieron esas dos plazas, este último al vencer al campeón de la serie C, el New Racing. El 1 de abril de 1923 comenzó la disputa de la serie A con estos dos equipos y el Racing de Santander, que se impuso finalmente en aquel primer torneo.

## Declive
La creación del Campeonato Nacional de Liga en la temporada 1928-29 daría un golpe al Campeonato Regional, que en la temporada 1931-32 se fusionó con el asturiano (Campeonato Astur-Cántabro, ganado por el Oviedo) y volvió a segregarse la temporada siguiente (con la inclusión del Palencia). Además, las temporadas 1934-35 y 1935-36 los clubes cántabros jugaron un campeonato con los aragoneses, los castellanos, los leoneses y los riojanos (Campeonato Castilla-Aragón) y durante la Guerra Civil el campeonato no se disputó. Finalmente se dejó de disputar tras la temporada 1941-42.

## Palmarés

### Historial
| Temporada | Campeón               | Subcampeón                | Tercero                    | Notas |
| --------- | --------------------- | ------------------------- | -------------------------- | --- |
| 1922-23   | Racing de Santander   | Gimnástica de Torrelavega | Unión Montañesa            | |
| 1923-24   | Racing de Santander   | Unión Montañesa           | Gimnástica de Torrelavega  | |
| 1924-25   | Racing de Santander   | Gimnástica de Torrelavega | Unión Club de El Astillero | |
| 1925-26   | Racing de Santander   | Gimnástica de Torrelavega | Muriedas FC                | |
| 1926-27   | Racing de Santander   | Gimnástica de Torrelavega | Unión Club de El Astillero | |
| 1927-28   | Racing de Santander   | Gimnástica de Torrelavega | Muriedas FC y Eclipse FC   | Hubo semifinales y final                                                                                 |
| 1928-29   | Racing de Santander   | Gimnástica de Torrelavega | Eclipse FC                 | |
| 1929-30   | Racing de Santander   | Gimnástica de Torrelavega | Eclipse FC                 | Desaparece la Gimnástica al acabar la temporada                                                          |
| 1930-31   | Racing de Santander   | Eclipse FC                | Unión Club de El Astillero | |
| 1931-32   | Oviedo                | Sporting de Gijón         | Racing de Santander        | Campeonato Cántabro-Astur                                                                                |
| 1932-33   | Racing de Santander   | Deportivo Torrelavega     | Eclipse FC                 | Se incluyeron equipos de Palencia                                                                        |
| 1933-34   | Racing de Santander   | Naval de Reinosa          | Deportivo Torrelavega      | |
| 1934-35   | Santoña               | Naval de Reinosa          | Deportivo Torrelavega      | Campeonato de categoría inferior al Superregional, no clasificatorio para la Copa                        |
| 1935-36   | Santoña               | Barreda Sport             | Deportivo Torrelavega      | Campeonato de categoría inferior al Superregional, no clasificatorio para la Copa                        |
| 1936-38   |                       |                           |                            | No se disputó a causa de la guerra civil española                                                        |
| 1938-39   | Racing de Santander   | Juventud Unión Montañesa  | Rayo Cantabria             | |
| 1939-40   | Racing de Santander   | Juventud Unión Montañesa  | Deportivo Torrelavega      | |
| 1940-41   | Deportivo Torrelavega | Laredo                    | Barreda Sport              | No clasificatorio para la Copa                                                                           |
| 1941-42   | Rayo Cantabria        | Laredo F.C.               | Barreda Sport              | Campeonato de Primera Regional, zona B, de la Federación Astur-montañesa; no clasificatorio para la Copa |

### Títulos por clubes
| Equipo                | Campeonatos |
| --------------------- | ----------- |
| Racing de Santander   | 13          |
| Santoña CF            | 2           |
| Oviedo                | 1           |
| Deportivo Torrelavega | 1           |
| Rayo Cantabria        | 1           |